# Galerina albotomentosa
Galerina albotomentosa är en svampart som först beskrevs av D.A. Reid, och fick sitt nu gällande namn av E. Horak & P.-A. Moreau 2005. Galerina albotomentosa ingår i släktet Galerina och familjen Strophariaceae.   Inga underarter finns listade i Catalogue of Life.